# 俄罗斯灵魂
俄罗斯灵魂（俄语：Русская душа）是一个俄罗斯语汇，指俄罗斯民族的世界观及具备俄罗斯民族特征的事物。这一词汇中常被用在俄罗斯民族哲学、文学、音乐及大众文化中。
此词汇亦在乌克兰、白俄罗斯两个历史根基与俄罗斯紧密相关的東斯拉夫民族使用。
别尔佳耶夫、果戈里、托爾斯泰、陀思妥耶夫斯基等人的作品中曾使用过这一词汇。

## 语汇
“俄罗斯灵魂”这一概念出现在1840年代，最早是文学界的一个词汇。19世纪以来，俄罗斯大众从关注农奴主转而关注底层农奴大众。1814年亚历山大一世击败拿破仑后，俄罗斯的精英开始关注帮助战争胜利的农民阶层。接下来的数十年中，农奴制被废除，政府的公众认可度也逐渐下降。俄罗斯农民单纯勤劳的精神成为了俄罗斯民族新生的特质，被认作是使俄罗斯民族达成光荣的民族使命的惟一品质。
在这样的氛围中，果戈理在1842年出版了《死魂灵》，他用“魂灵”指代农奴，文学评论家别林斯基将《死魂灵》一书中的意涵提取出来，提出了下层人民中体现的民族精神。他呼吁俄罗斯当时的青年人效仿农民的精神，成为世界的拯救者。
在果戈理的《塔拉斯·布尔巴》中，果戈理借塔拉斯劝告哥萨克表现出了俄罗斯灵魂早期的概念，他说道“其他土地上也会有兄弟之谊，但都不是我们俄罗斯土地上的兄弟之谊。你们中许多人都到过国外，你们看：他们的人民也是上帝的创造，你和他们交流也和同我国人民交流一样。但是如果用心交谈，你会发现，他们虽都是明智的人，但和我们不一样。不，兄弟们，像俄罗斯灵魂一般的爱，是心灵之爱而不是别的东西，是用上帝所给予你的内心。”
陀思妥耶夫斯基认为俄罗斯灵魂与东正教信仰，与基督受难的忍耐和拯救相关，他写道：“俄罗斯人民最基本的精神需求即是永恒的受难，无论何时何地。”在其作品中体现了俄罗斯的民族主义，反映了俄罗斯各阶层的民族认同。其作品经常提到团结人民的民族精神，其在1881年逝世后，“俄罗斯灵魂”的概念已在俄国深入人心。